# Oronce de Lecce
Oronce de Lecce (Orontius en latin, et Oronzo en italien), est un païen, habitant de Rudiae, une ancienne localité aux alentours de Lupiae (maintenant Lecce). Converti par saint Paul qui l'installe à la tête de la communauté chrétienne locale, il meurt martyr par les autorités romaines. Reconnu saint par l'Église catholique, il est fêté le 26 août avec Juste et Fortunat.

## Histoire
Selon la légende, Oronce naquit dans la ville salentine vingt-deux ans après la naissance du Christ.
Son père, Publio fut trésorier de l'empereur et à l'âge de trente-cinq ans, Oronce lui succéda.
Pendant qu'Oronce était à la chasse avec son neveu Fortunat, consul de la ville, le long de la plage de San Cataldo, il rencontra Juste de Corinthe (it) (ou Jésus) envoyé par saint Paul à Rome pour remettre quelques lettres apostoliques (cf. Col 4. 11). Oronce se convertit au christianisme grâce à Juste, qui le baptisa avec son neveu.
Les trois compagnons commencèrent à prêcher et ils furent dénoncés par les prêtres païens au préteur romain, qui leur imposa d'offrir de l'encens à Jupiter dans son temple. Ils s'opposèrent à cette injonction et professèrent leur foi. Ils allèrent même un peu plus tard à renverser la statue, ainsi qu'une autre de Mars à l'extérieur de la ville. Le préteur les condamna alors à la flagellation et les fit enfermer en prison.
Libérés, ils retrouvèrent saint Paul à Rome qui nomma Oronce premier évêque, ou plus exactement épiscope, de sa ville Lupiae (Lecce), avec son neveu pressenti comme son successeur.
Entretemps, Néron intensifia la persécution des chrétiens, et il envoya son ministre Antonino dans la région. Il fit emprisonner Oronce, Juste et Fortunat à Aletium (aujourd'hui Alezio). Il les menaça de mort s'ils n'abjuraient pas le christianisme. Ils refusèrent, mais furent malgré tout libérés.

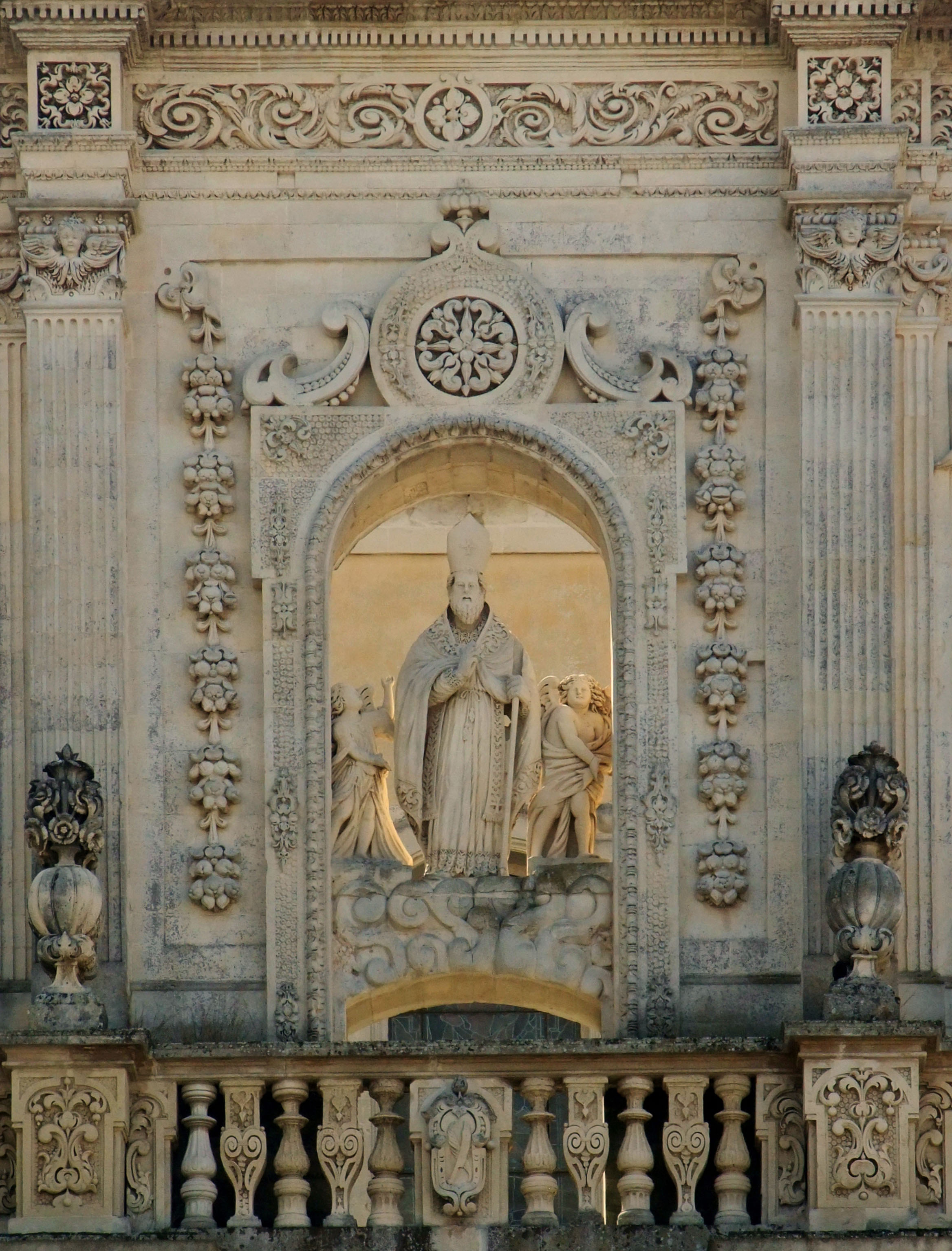
Statue de saint Oronce, campanile de la cathédrale de Lecce.

Après quoi, ils continuèrent à prêcher dans le Salento et dans l'Iapygie. Arrêtés de nouveau par Antonino, ils furent emmenés à trois kilomètres d'Aletium, un 26 août, pour y être décapités à la hache.
De nos jours s'y trouve une église dénommée par les Leccesi : La Capu te Santu Ronzu (la Tête de saint Oronce) ou Santu Ronzu te fore (saint Oronce de dehors [des murs de la ville]).
Il se dit en outre que la tête n'a jamais été retrouvée et que l'Église catholique n'a jamais ouvert un procès pour sa sanctification.
Une anecdote concerne la statue d'argent de saint Oronce gardée dans la cathédrale de Lecce. Le demi-buste fabriqué à la fin du VIe siècle à Naples présentait toujours un défaut près du sourcil et ce à chaque moulage successif. Selon la légende, le saint avait une cicatrice près du sourcil.

### Articles liés
- Lecce
- Alezio
- Archidiocèse de Lecce